# Grenze zwischen Ghana und Togo

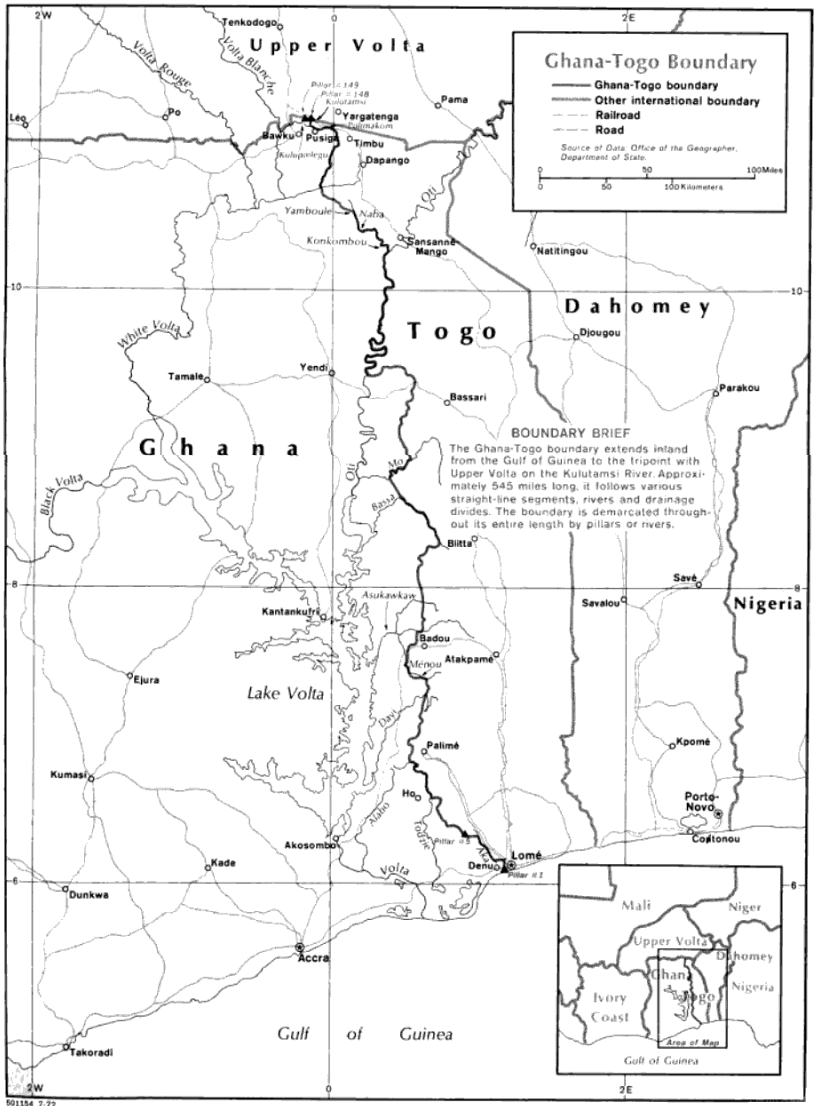
Karte des Grenzverlaufs

Die Grenze zwischen Ghana und Togo trennt als internationale Land- und Seegrenze diese beiden Staaten. Die Länge der Landgrenze wird überwiegend mit 877 km angegeben (nach der CIA-Karte „approximately 545 miles“). Sie verläuft vom Dreiländereck mit Burkina Faso zum Atlantischen Ozean (Golf von Guinea).

## Geschichte
Die Grenzziehung geht auf den Wettlauf um Afrika in den 1880er Jahren zurück. Auf der Berliner Kongokonferenz im Jahr 1884 bestimmten die europäischen Mächte ihre Ansprüche in Afrika. Die Goldküste und damit der größte Teil des heutigen Ghana stand ab 1874 unter britischem Einfluss. Aufgeteilt war das Gebiet in die 1874 gebildete südliche Gold Coast Colony im Süden, das formal noch bestehende, 1896 unter Protektoratsverwaltung gestellte Aschantireich und den Northern Territories.
In Togo schloss das Deutsche Reich ab Juli 1884 Schutzverträge mit Herrschern an der Küste ab. Die deutsche Herrschaft dehnte sich schrittweise in das Hinterland aus. Im Ersten Weltkrieg wurde Togo von britischen und französischen Truppen besetzt. Am 27. Dezember 1916 erfolgte die Abgrenzung der britischen und französischen Besatzungsgebiete. Die Abtretung durch das Deutsche Reich erfolgte 1919 im Versailler Vertrag (Art. 119 ff.). Anschließend wurden die beiden Teile unter französische (Ostteil) und britische (Westteil) Treuhandverwaltung des Völkerbunds gestellt. Die Trennlinie wurde definitiv am 10. Juli 1919 festgelegt und bei der Unabhängigkeit (Goldküste/Ghana 1956, Togo 1960) zur Staatsgrenze. Der Westteil wurde nach einer Volksabstimmung 1956 an Ghana angegliedert. Aus dem Ostteil wurde 1960 die Republik Togo.

## Grenzverlauf

Aufteilung Togos zwischen dem Vereinigten Königreich und Frankreich

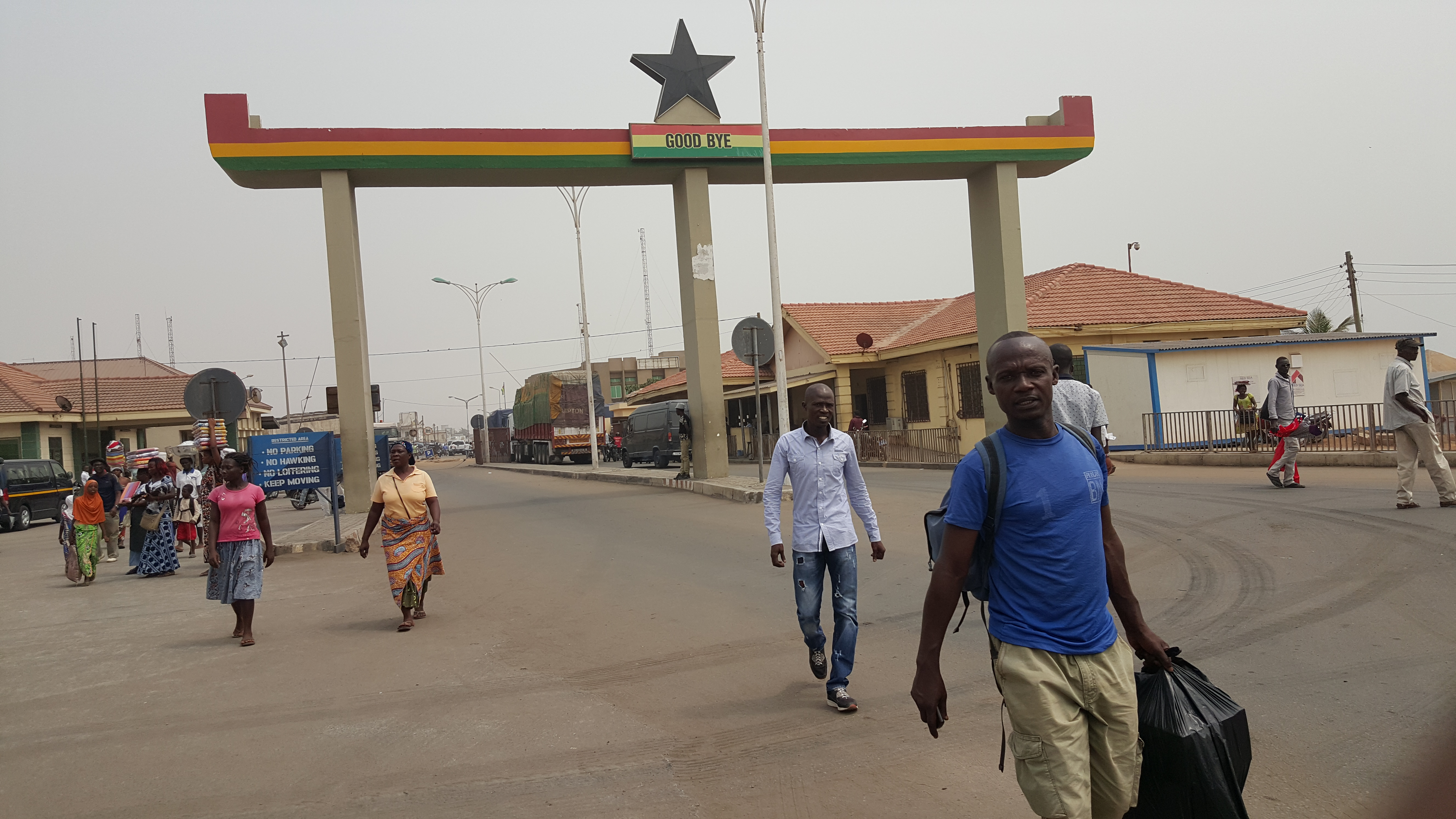
Grenzübergang in Akpao

Vom Dreiländereck mit Burkina Faso (11°8'24"N, 0°8'24"W) nordöstlich von Bawku (Ghana) verläuft die Grenze zunächst in einem irregulären Bogen, einen Vorsprung des Nachbarlands Togo abgrenzend, nach Osten und erreicht nahezu wieder die Grenze zwischen Burkina Faso und Togo, führt dann Wasserläufen folgend und teils geradlinig nach Südosten und nahezu nach Süden, folgt wiederum einem Flusslauf in annähernd südlicher Richtung, bigt auf der Höhe von Nakpanduri (Ghana) nach Südosten ab und folgt teilweise Flussläufen, nimmt westlich von Mango (Togo) eine generell südliche Richtung ein, die dem Oti (im Oberlauf Pendjari) folgt, und verlässt diesen östlich des durch Ausschreitungen um die lokale Königswürde 2002 in die Schlagzeilen gekommenen Yendi (Ghana) nach Osten bis kurz vor dem togolesischen Natchamba. Dort nimmt sie wieder eine nord-südliche Richtung ein und führt durch die Mittelgebirgslandschaft des Togo-Atakora-Gebirges nach Badou (Togo) und weiter westlich an Kpalimé (Togo) vorbei. Von dort setzt sich die Grenze nach Südosten fort und erreicht bei Dzodze die Grenze zwischen Togo und der Goldküste bis zum Ersten Weltkrieg, die zwischen Aflao (Ghana) und Lome, der Hauptstadt Togos, an der Küste endet ().

## Orte in Grenznähe

### Ghana
- Wurinyanga
- Nakpanduri
- Bunkpurugu
- Wawjawga
- Kilingg
- Nkanta
- Breniasi
- Agbome
- Denu
- Aflao

### Togo
- Tami
- Bantierk
- Kpankpande
- Passao
- Biakopabe
- Bidjabe
- Dimouri
- Kakpa
- Bloma
- Kpalimé
- Kpadafe
- Agoueve
- Lomé